# Бесдорф (Шлезвіг-Гольштейн)
Бесдорф (нім. Bösdorf) — громада в Німеччині, розташована в землі Шлезвіг-Гольштейн. Входить до складу району Плен.
Площа — 21,1 км2. Населення становить 1333 ос. (станом на 31 грудня 2020).